# Amidek sodu
Amidek sodu, NaNH
2 – nieorganiczny związek chemiczny z grupy amidków, sól sodu i amoniaku (który pełni w tym przypadku rolę kwasu).

## Otrzymywanie
Otrzymać go można w wyniku przepuszczania amoniaku nad metalicznym sodem w temp. 350–360 °C (w warunkach przemysłowych 350–400 °C):
2Na + 2NH
3 → 2NaNH
2 + H
2
Wymagana jest sucha atmosfera beztlenowa.
Natomiast reakcja sodu z ciekłym amoniakiem prowadzi do wytworzenia kationów sodowych i tzw. solwatowanych elektronów o intensywnym, głębokoniebieskim kolorze:
Na + xNH
3 → Na+
 + e−
·xNH
3

## Właściwości fizyczne
Rozpuszcza się w ciekłym amoniaku, lecz jedynie w niewielkim stopniu (0,14g /100g  NH
3 w 0 °C); z roztworu takiego można go uzyskać w postaci krystalicznej, przy czym nie tworzą się amoniakaty.

## Właściwości chemiczne
Reaguje gwałtownie z wodą z wydzieleniem wodorotlenku sodu i amoniaku:
NaNH
2 + H
2O → NaOH + NH
3↑
Jest silną zasadą. Jako medium do reakcji z jego udziałem stosuje się ciekły amoniak lub węglowodory. Jego reakcja z solami amonowymi ma taki sam charakter, jak neutralizacja standardowych kwasów i zasad w środowisku wodnym, np. :
NaNH
2 + NH
4Cl → NaCl + 2NH
3
Jego zasadowość jest na tyle duża, że jest zdolny do odrywania kwasowych atomów wodoru niektórych węglowodorów, np. acetylenu lub di- i trifenylometanu, i tworzenia z nimi soli sodowych.
Stosowany jest do otrzymywania alkinów z dichloroalkanów, syntezy amin aromatycznych, inicjowania polimeryzacji anionowej oraz w reakcji Cziczibabina.